# اندیس سیه چشمه
سیه چشمه یک اندیس فلزی است که در حوالی شهر سیه چشمه استان آذربایجان غربی قرار دارد و مادهٔ معدنی موجود در آن، طلا است.  در این اندیس، پاراژنز‌های جیوه یافت می‌شوند.